# 신도리코

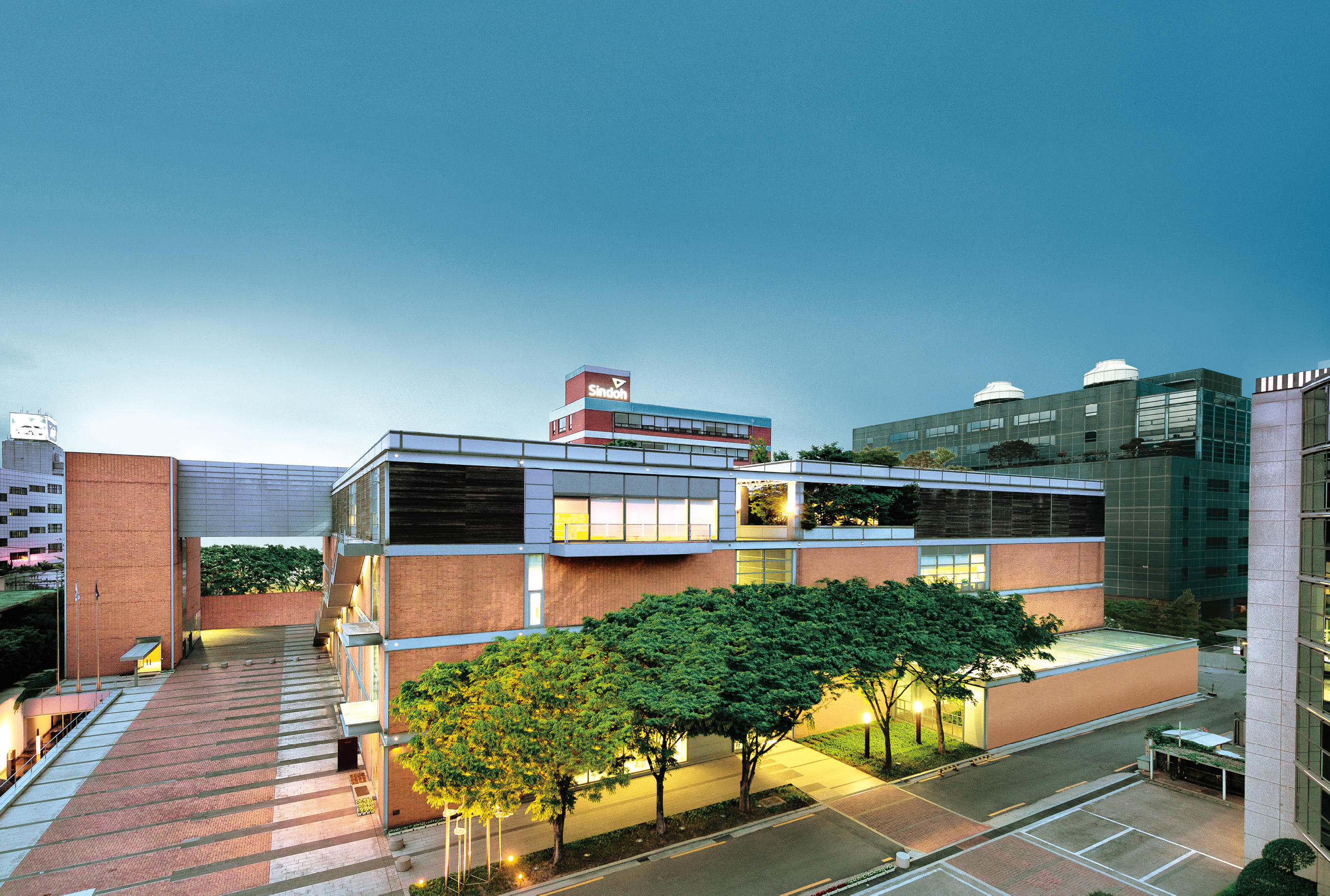
Sindoh Headquarter

신도리코는 1960년 설립되어 대한민국에서 최초로 복사기, 팩시밀리 등을 생산해온 사무기기 기업이다. 주요 사업은 디지털 컬러/흑백 복합기와 프린터, 팩시밀리와 기업용 오피스솔루션 등이며, 2016년부터 3D 프린터를 자체 개발, 전 세계에 출시하였다. 연결종속회사와 함께 복합기, 프린터 및 관련 소모품을 제조 및 판매한다.
현재 서울특별시 성동구 성수동2가에 본사와 연구소가 위치해 있으며 중국 칭다오시, 베트남 빈푹성에 공장이 있다.

## 사업
신도리코는 이후 1995년과 2004년 두 차례 금탑산업훈장과 2004년 ‘3억불 수출의 탑'을 수상하는 등 대한민국의 대표적인 수출 기업이다. 2021년 기준으로 6천억원 가량의 현금자산을 보유하고 있으며 2지속적으로 무차입 경영을 할 정도로 재무구조가 건실한 것으로 알려져 있다.
해외 영업을 위해서는 중국, 베트남 등에 판매법인을 갖추고 있고 홍콩법인 및 미국, 영국, 동경지사를 마련하였다. 2016년 초부터 3DWOX라는 브랜드로 FFF 방식의 3D 프린터는 현재까지 3DWOX DP200, DP201, 2X, 1, 1X, 7X, 30X가 출시되었고, SLA 방식의 3D 프린터 Sindoh A1/ A1+와 MSLA 방식의 Sindoh A1SD도 선보였다. 최근에는 세계적인 3D 프린팅 소프트웨어 기업인 머티리얼라이즈와 손잡고 SLS 방식의 3D 프린터 Sindoh S100을 출시하였다.

## 사명과 로고
신도의 사명은 개성상인의 사혼상재 정신을 새로운 송도(松都) 서울에서 이어가겠다는 의지를 담아 신도(新都)로 붙였다. 2013년 11월부터 사용하고 있는 현재의 로고는 국내시장에서 브랜드 가치를 이어감과 동시에 해외 시장에 도전을 가속하겠다는 의지를 담은 ‘Sindoh’와 슬로건 ‘Unmistakable’의 조합으로 되어있다. CI의 워드마크 'Sindoh’는 딥블루 컬러의 굵은 서체로 강하면서도 세련된 느낌으로 오피스 솔루션 기업의 전문성을 강조하며 뫼비우스 띠 형태의 삼각포인트 심벌은 신도리코의 전문성(Expert), 사려 깊음(Thoughtful), 디자인 지향(Design-led)을 상징한다.
CI와 함께 발표한 기업슬로건 ‘Unmistakable’은 연구개발, 생산, 영업, 서비스 등 모든 분야에서 최고가 되고자 하는 자신감을 표현하였다.
|                                   |
| 1970년부터 1987년까지 사용된 로고 |

|                                   |
| 1987년부터 2002년까지 사용된 로고 |

|                                   |
| 2002년부터 2008년까지 사용된 로고 |

|                                   |
| 2008년부터 2013년까지 사용된 로고 |

|                                   |
| 2013년부터 현재까지 사용중인 로고 |

## 연표
- 1960 신도교역 창립(7월7일)
- 1964 국내 최초의 복사기 RICOPY555 생산
- 1969 일본 리코社와 파트너십을 체결 / 신도리코로 사명 변경 / 국내 최초의 전자식 복사기 BS-1 생산
- 1971 서울 성수동 본사 준공
- 1973 신도리코 장학회 설립
- 1975 국내최초 보통용지 복사기 DT1200 생산
- 1981 국내 최초의 팩시밀리 FAX3300H 생산
- 1983 아산공장 준공
- 1986 우상기 대표이사 회장 취임 / 우석형 대표이사 사장 취임
- 1991 자체개발 복사기 FT-1000 출시
- 1994 세계 3번째 OPC드럼 공장 준공
- 1995 우상기 회장 금탑산업훈장 수훈 / 1억불 수출의 탑 수상
- 1997 우석형 사장 은탑산업훈장 수훈 / 국내 최초의 디지털 복합기 시그마 생산
- 1998 환경경영시스템 ISO 14001 인증 획득
- 2001 아산공장 증축공사 준공 / 레이저 프린터 블랙풋 출시
- 2002 창업주 가헌 우상기 회장 타계
- 2003 우석형 대표이사 회장 취임 / 중국 청도 1기공장 가동
- 2004 우석형 회장 금탑산업훈장 수훈 / 3억불 수출의 탑 수상
- 2006 표희선 대표이사 사장 취임 / 중국 청도 2기공장 가동
- 2007 상업용 디지털 인쇄 시장 진출
- 2008 대한민국 애프터서비스 만족지수 1위 수상
- 2008 SINDOH CI 발표 – Human & High-technology & Harmony
- 2009 신도리코 - 코니카미놀타 제휴 체결 / 디지털 복합기 DGwox시리즈 100만대 생산
- 2010 창립 50주년 기념식 개최 / 우석형 대표이사 회장 다산경영상 수상
- 2012 자체브랜드 ‘SINDOH’ 미국 첫 수출 / 신도 중국총괄판매법인 완공 / 50주년 역사관 개관
- 2013 우석형 대표이사 회장 한국의 경영자상 수상 / 3D프린터 시장 진출
- 2013 글로벌 CI ‘Sindoh’ 및 기업 슬로건 ‘Unmistakable’ 발표
- 2014 동남아 생산거점 SVH(Sindoh VINA Headquarters) 가동
- 2015 동남아 판매거점 SVM(Sindoh VINA Marketing) 영업 시작
- 2016 독자개발 FFF(Fused Filament Fabrication) 3D프린터 3DWOX DP200 및 DP201 출시
- 2017 프로슈머용 FFF 3D 프린터 3DWOX 2X 출시
- 2017 아세안 생산거점 SVH(Sindoh VINA Headquaters) 2기 공장 가동
- 2017 공식 유튜브 채널 오픈(https://www.youtube.com/sindohlive)
- 2018 'The 1 for everyone', 3DWOX 1 출시
- 2018 전국금속노동조합 신도리코분회 설립
- 2018 권오성 대표이사 휘임, 이병백 대표이사 부사장 취임
- 2018 국내 최대 3D 프린터 전시장(Sindoh Additive Laboratory) 개관[3]
- 2019 프로슈머용 FFF 3D 프린터 3DWOX 1X 출시
- 2019 산업용 FFF 3D 프린터 3DWOX 7X 출시
- 2019 SLA(Stereolightography) 방식 3D 프린터 Sindoh A1/A1+ 출시
- 2020 SLS(Selective Laser Sintering) 방식 3D 프린터 Sindoh S100 출시
- 2020 황성식 대표이사 부회장 취임
- 2021 LCD, MSLA(Masked Stereolithography Apparatus) 방식 3D 프린터 Sindoh A1SD 출시
- 2022 박동안 대표이사 부사장 취임
- 2022 산업용 FFF 방식 3D 프린터 fabWeaver type A530 출시
- 2024 서동규 대표이사 사장 취임

## 제품

### 프린터
신도리코는 다양한 프린터 제품을 출시하여 왔다. 출력 용지의 규격으로 구분하였을 시 A3와 A4 프린터로 나눌 수 있으며, 컬러/흑백 프린터로도 구분할 수 있다. 타사 제품들과 다르게 제품의 디자인을 강조한 제품들을 선보여왔다.

### 복합기
신도리코는 A3/A4 제품 라인업의 Mono/Color 복합기를 생산 및 판매하고 있다. 신도리코의 복합기는 터치 패널 화면과 자체 개발한 GUI 디자인을 사용하였고, 콤팩트한 디자인으로 기기 자체의 크기를 축소시켰다. 2006년 이후에는 통합 문서 관리 및 보안 솔루션을 제공하고 있으며, 모바일 기기와의 연동성 및 NFC 기술을 적용한 제품도 선보였다.
|                      |
| A4 LBP A610dn Series |

|                    |
| A4 MFP M610 Series |

|                    |
| A3 MFP N610 Series |

|                    |
| A3 MFP N620 Series |

|                    |
| A3 MFP D450 Series |

### 3D 프린터
- 3DWOX DP200

최대 조형크기 200x200x185mm, 압출 두께 최소 0.05mm의 FFF 방식의 3D 프린터로 2016년 2월 출시한 신도리코의 첫 3D 프린터 제품이다. 개인용 3D 프린터로는 최초로 필라멘트 자동 공급 기능이 탑재되었으며 작업 상황을 실시간으로 확인하고 원격 제어할 수 있는 웹 모니터링 기능도 구현하였다. 제품 출시 후 베드의 안정성 등을 높인 DP201 제품을 연이어 출시하였다.
- 3DWOX 2X

2017년 출시한 제품으로 노즐과 카트리지가 각각 2개씩 장착되는 모델이다. 한 개의 출력물에 2개의 색상을 이용하거나, 서포트 출력시 물에 잘 녹는 PVA 필라멘트를 사용해 출력 후 표면 품질을 높일 수 있다. 일상생활을 넘어 보다 전문적인 영역에서 활용할 수 있는 기기로 메탈 소재의 플렉서블 베드를 채택한 제품이다.
- 3DWOX 7X

대형 출력이 가능한 고사양의 프로페셔널 3D 프린터로 2019년에 출시하였다. 380x390x450mm까지 조형할 수 있으며, 기존 제품 대비 2.5배 빨라진 출력속도를 선보인다. 독립형 듀얼 노즐과 카트리지에 다양한 재질의 필라멘트를 지원하고 ‘Direct’ 방식 및 내부 단열재를 적용해 건축물 모형 등을 출력할 수 있다.
- Sindoh A1/A1+/A1SD

광경화성 레진에 레이저를 조사해 굳히는 SLA 방식의 Sindoh A1/A1+(2019년)와 MSLA(Masked Stereolithography Apparatus) 또는 LCD 방식의 Sindoh A1SD(2021년) 제품을 개발하였다. 기존 FFF 방식의 3D 프린터에 비해 레이어 두께를 최대 25μm까지 출력이 가능하여 의료, 덴탈, 주얼리 등 특정 산업 분야에서 활용할 수 있다.
- Sindoh S100

미세한 파우더를 도포한 후 고온의 CO₂ 레이저를 쏘아 굳히는 SLS 방식의 3D 프린터로 2021년에 출시하였다. 제품의 무게는 약 2.5톤, 빌드사이즈는 510x510x500 mm, 최대 레이저 스캔 속도는 15 mm/s이다. 소재에 따라 강한 내구성의 제품을 출력할 수 있는 산업용 기기이다.
|             |
| 3DWOX DP200 |

|          |
| 3DWOX 2X |

|          |
| 3DWOX 7X |

|             |
| Sindoh A1SD |

|             |
| Sindoh S100 |

### 솔루션
2000년대 들어 사무기기 시장은 IT기술의 발달로 단순 출력 장비 중심에서 장비와 시스템을 연계한 회사 문서 관련 솔루션 중심으로 변화하고 있는데, 이 때문에 신도리코도 오피스 솔루션에 대한 투자를 지속해오고 있는 것으로 보인다. 2008년에는 기업의 문서관리 등 유지비를 절감하는 통합문서솔루션인 ‘MPS 솔루션’을, 2011년에는 스마트워크, 클라우드 사무 환경에 발맞춘 'Smart Office' 솔루션을 선보인 바 있다. 최근에는 통합관리, 문서보안, 전자문서관리, 클라우드 프린팅 솔루션 등 기업 문서업무에 필요한 핵심적인 솔루션을 담은 ‘Sindoh MPS v4.6 Solution’을 출시하였다. 2023년에는 ㈜사이냅소프트와 ‘AI 전자문서 보안’ 관련 MOU를 체결하였으며, 한국은행에 클라우드 프린팅 솔루션을 공급 하였다.

## 생산 시설
- 중국 칭다오공장
  - 소재지: 중국 산둥성 칭다오시
  - Motto : 글로벌 경쟁력을 갖춘 핵심 생산 기지
  - 주요생산품: 디지털 복합기 등

- 베트남 하노이공장
  - 소재지: 베트남 빈푹성 하노이 카이쾅 공단
  - Motto : 초일류 기업을 지향하는 전략적 생산 기지
  - 주요 생산품: 프린터, 소모품 등

## 같이 보기
- 복합기

## 참고 문헌
- 다음 증권
- 와이즈에프엔